# Clinopogon sauteri
Clinopogon sauteri är en tvåvingeart som beskrevs av Mario Bezzi 1910. Clinopogon sauteri ingår i släktet Clinopogon och familjen rovflugor. Inga underarter finns listade i Catalogue of Life.